# Copa do Mundo FIFA Sub-20 de 2025
A Copa do Mundo Sub-20 da FIFA de 2025 será a 24ª edição da Copa do Mundo Sub-20 da FIFA, o campeonato internacional bienal de futebol juvenil masculino disputado pelas seleções nacionais sub-20 das associações-membro da FIFA , desde sua criação em 1977 como Campeonato Mundial Juvenil da FIFA. Será realizada no Chile de 27 de setembro a 19 de outubro de 2025.
O Uruguai é o atual campeão.

## Seleção da Sede
O Chile foi anunciado como anfitrião da Copa do Mundo Sub-20 de 2025 após a reunião do Conselho da FIFA em 17 de dezembro de 2023 em Jeddah , Arábia Saudita. Acredita-se que a decisão foi tomada como uma compensação pela perda dos direitos de sediar a Copa do Mundo FIFA de 2030 para Marrocos, Portugal e Espanha, já que o Chile foi a única nação na candidatura de quatro nações , Uruguai, Argentina e Paraguai, não incluída no resultado final das partidas de abertura.
Esta é a segunda vez que o Chile sedia o torneio, depois de fazê-lo em 1987. O Chile será o terceiro país a sediar o torneio várias vezes, depois da Austrália (1981 e 1993) e da Argentina (2001 e 2023).

## Locais
Em 18 de dezembro de 2023, Pablo Milad , presidente da Federação Chilena de Futebol , revelou uma lista preliminar com 12 estádios em 10 cidades. Milad também anunciou que entre 4 e 6 estádios serão escolhidos pela FIFA para o torneio final.
| Cidade     | Estádio                                  | Capacidade |
| ---------- | ---------------------------------------- | ---------- |
| Valparaíso | Estadio Elías Figueroa Brander           | 20,575     |
| Santiago   | Estadio Nacional Julio Martínez Prádanos | 46,665     |
| Rancagua   | Estadio El Teniente                      | 14,087     |
| Talca      | Estadio Fiscal de Talca                  | 16,074     |

## Arbitragem
Esta é a lista de árbitros e assistentes que atuaram no Mundial:
| Árbitros                  | Assistentes                                           |
| AFC                       | AFC                                                   |
| ------------------------- | ----------------------------------------------------- |
| OMA Ahmed Al Kaf          | OMA Abu Bakar Al-Amri OMA Rashid Al Ghaithi           |
| KSA Khalid Al Turais      | KSA Mohammed Al Abakry KSA Abdulrahim Al Shammari     |
| MAS Nazmi Nasaruddin      | MAS Zairul Khalil Tan MAS Mohamad Muazi Zainal Abidin |
| CAF                       |                                                       |
| SOM Omar Abdulkadir Artan | KEN Gilbert Cheruiyot STP Abelmiro Montenegro         |
| ALG Youcef Gamouh         | TUN Khalil Hassani BEN Eric Ayimavo                   |
| MAR Jalal Jayed           | MAR Lahsen Azgaou MAR Mostafa Akarkad                 |
| CONCACAF                  |                                                       |
| USA Joe Dickerson         | USA Cameron Blanchard USA Logan Brown                 |
| MEX Katia Garcia          | MEX Sandra Ramirez MEX Karen Diaz                     |
| CRC Keylor Herrera        | CRC William Chow CRC Victor Ramirez                   |

| Árbitros                        | Assistentes                                 |
| CONMEBOL                        | CONMEBOL                                    |
| ------------------------------- | ------------------------------------------- |
| ECU Augusto Aragón              | ECU Edison Vasquez ECU Danny Avila          |
| ARG Dario Herrera               | ARG Cristian Navarro ARG José Savorani      |
| COL Andrés Rojas                | COL Alexander Guzmán COL John León          |
| URU Gustavo Tejera              | URU Carlos Barreiro URU Agustín Berisso     |
| UEFA                            |                                             |
| ITA Maurizio Mariani            | ITA Daniele Bindoni ITA Alberto Tengoni     |
| BIH Irfan Peljto                | BIH Senad Ibrisimbegovic BIH Davor Beljo    |
| POR João Pinheiro               | POR Bruno Jesus POR Luciano Maia            |
| ESP José Maria Sanchez Martinez | ESP Raúl Cabañero ESP Iñigo Lopez de Cerain |
| SUI Sandro Schäerer             | SUI Stéphane de Almeida SUI Jonas Erni      |

• Árbitro reserva

## Equipes

### Qualificação
Um total de 24 equipes se classificam para o torneio final. Além do Chile , que se classificou automaticamente como anfitrião, outras 23 equipes se classificam por meio de seis competições continentais separadas. A alocação de vagas permanece inalterada em relação às edições anteriores e foi confirmada pelo Conselho da FIFA no mesmo dia em que o país anfitrião foi anunciado.
A Nova Caledônia fará sua estreia no torneio.
| !Confederação                                           | Torneio qualificatório                             | Seleção        | Aparição | Última | Melhor resultado anterior |                                               |
| Total                                                   | Primeira                                           | Última         |          |        |                           |                                               |
| ------------------------------------------------------- | -------------------------------------------------- | -------------- | -------- | ------ | ------------------------- | --------------------------------------------- |
| AFC (Asia) (4 teams)                                    | 2025 AFC U-20 Asian Cup                            | Austrália      | 16th     | 1981   | 2013                      | Fourth place (1991, 1993)                     |
| AFC (Asia) (4 teams)                                    | 2025 AFC U-20 Asian Cup                            | Japão          | 12th     | 1979   | 2023                      | Runners-up (1999)                             |
| AFC (Asia) (4 teams)                                    | 2025 AFC U-20 Asian Cup                            | Arábia Saudita | 10th     | 1985   | 2019                      | Round of 16 (2011, 2017)                      |
| AFC (Asia) (4 teams)                                    | 2025 AFC U-20 Asian Cup                            | Coreia do Sul  | 17th     | 1979   | 2023                      | Runners-up (2019)                             |
| CAF (Africa) (4 teams)                                  | 2025 U-20 Africa Cup of Nations                    | Egito          | 9th      | 1981   | 2013                      | Third place (2001)                            |
| CAF (Africa) (4 teams)                                  | 2025 U-20 Africa Cup of Nations                    | Marrocos       | 4th      | 1977   | 2005                      | Fourth place (2005)                           |
| CAF (Africa) (4 teams)                                  | 2025 U-20 Africa Cup of Nations                    | Nigéria        | 14th     | 1983   | 2023                      | Runners-up (1989, 2005)                       |
| CAF (Africa) (4 teams)                                  | 2025 U-20 Africa Cup of Nations                    | África do Sul  | 5th      | 1997   | 2019                      | Round of 16 (2009)                            |
| CONCACAF (North, Central America & Caribbean) (4 teams) | 2024 CONCACAF U-20 Championship                    | Cuba           | 2nd      | 2013   | 2013                      | Fase de grupos (2013)                         |
| CONCACAF (North, Central America & Caribbean) (4 teams) | 2024 CONCACAF U-20 Championship                    | México         | 17th     | 1977   | 2019                      | Vice-campeões (1977)                          |
| CONCACAF (North, Central America & Caribbean) (4 teams) | 2024 CONCACAF U-20 Championship                    | Panamá         | 7th      | 2003   | 2019                      | Rodada de 16 (2019)                           |
| CONCACAF (North, Central America & Caribbean) (4 teams) | 2024 CONCACAF U-20 Championship                    | Estados Unidos | 18th     | 1981   | 2023                      | Quarto lugar (1989)                           |
| CONMEBOL (South America) (Hosts + 4 teams)              | País sede                                          | Chile          | 7th      | 1987   | 2013                      | Terceiro lugar (2007)                         |
| CONMEBOL (South America) (Hosts + 4 teams)              | Campeonato Sul-Americano de Futebol Sub-20 de 2025 | Argentina      | 17th     | 1979   | 2023                      | Campeões (1979, 1995, 1997, 2001, 2005, 2007) |
| CONMEBOL (South America) (Hosts + 4 teams)              | Campeonato Sul-Americano de Futebol Sub-20 de 2025 | Brasil         | 20th     | 1977   | 2023                      | Campeões (1983, 1985, 1993, 2003, 2011)       |
| CONMEBOL (South America) (Hosts + 4 teams)              | Campeonato Sul-Americano de Futebol Sub-20 de 2025 | Colômbia       | 12th     | 1985   | 2023                      | Third place (2003)                            |
| CONMEBOL (South America) (Hosts + 4 teams)              | Campeonato Sul-Americano de Futebol Sub-20 de 2025 | Paraguai       | 10th     | 1977   | 2013                      | Fourth place (2001)                           |
| OFC (Oceania) (2 teams)                                 | 2024 OFC U-19 Men's Championship                   | Nova Caledônia | 1st      | –      | –                         | Estreante                                     |
| OFC (Oceania) (2 teams)                                 | 2024 OFC U-19 Men's Championship                   | Nova Zelândia  | 8th      | 2007   | 2023                      | Rodada de 16 (2015, 2017, 2019, 2023)         |
| UEFA (Europe) (5 teams)                                 | 2024 UEFA European Under-19 Championship           | França         | 9th      | 1977   | 2023                      | Campeões (2013)                               |
| UEFA (Europe) (5 teams)                                 | 2024 UEFA European Under-19 Championship           | Itália         | 9th      | 1977   | 2023                      | Vice-campeões (2023)                          |
| UEFA (Europe) (5 teams)                                 | 2024 UEFA European Under-19 Championship           | Noruega        | 4th      | 1989   | 2019                      | Fase de grupos (1989, 1993, 2019)             |
| UEFA (Europe) (5 teams)                                 | 2024 UEFA European Under-19 Championship           | Espanha        | 16th     | 1977   | 2013                      | Campeões (1999)                               |
| UEFA (Europe) (5 teams)                                 | 2024 UEFA European Under-19 Championship           | Ucrânia        | 5th      | 2001   | 2019                      | Campeões (2019)                               |

## Fase de grupos
Todos os horários são locais, Hora oficial do Chile (UTC-3).

### Grupo A
| Pos | Equipe        | Pts | J | V | E | D | GP | GC | SG | Classificado        |
| --- | ------------- | --- | - | - | - | - | -- | -- | -- | ------------------- |
| 1   | Chile (H)     | 0   | 0 | 0 | 0 | 0 | 0  | 0  | 0  | Fase final          |
| 2   | Nova Zelândia | 0   | 0 | 0 | 0 | 0 | 0  | 0  | 0  | Fase final          |
| 3   | Japão         | 0   | 0 | 0 | 0 | 0 | 0  | 0  | 0  | Possível Fase Final |
| 4   | Egito         | 0   | 0 | 0 | 0 | 0 | 0  | 0  | 0  |                     |

### Grupo B
| Pos | Equipe        | Pts | J | V | E | D | GP | GC | SG | Classificado        |
| --- | ------------- | --- | - | - | - | - | -- | -- | -- | ------------------- |
| 1   | Coreia do Sul | 0   | 0 | 0 | 0 | 0 | 0  | 0  | 0  | Fase final          |
| 2   | Ucrânia       | 0   | 0 | 0 | 0 | 0 | 0  | 0  | 0  | Fase final          |
| 3   | Paraguai      | 0   | 0 | 0 | 0 | 0 | 0  | 0  | 0  | Possível Fase Final |
| 4   | Panamá        | 0   | 0 | 0 | 0 | 0 | 0  | 0  | 0  |                     |

### Grupo C
| Pos | Equipe   | Pts | J | V | E | D | GP | GC | SG | Classificado        |
| --- | -------- | --- | - | - | - | - | -- | -- | -- | ------------------- |
| 1   | Brasil   | 0   | 0 | 0 | 0 | 0 | 0  | 0  | 0  | Fase final          |
| 2   | México   | 0   | 0 | 0 | 0 | 0 | 0  | 0  | 0  | Fase final          |
| 3   | Marrocos | 0   | 0 | 0 | 0 | 0 | 0  | 0  | 0  | Possível Fase Final |
| 4   | Espanha  | 0   | 0 | 0 | 0 | 0 | 0  | 0  | 0  |                     |

### Grupo D
| Pos | Equipe    | Pts | J | V | E | D | GP | GC | SG | Classificado        |
| --- | --------- | --- | - | - | - | - | -- | -- | -- | ------------------- |
| 1   | Itália    | 0   | 0 | 0 | 0 | 0 | 0  | 0  | 0  | Fase final          |
| 2   | Austrália | 0   | 0 | 0 | 0 | 0 | 0  | 0  | 0  | Fase final          |
| 3   | Cuba      | 0   | 0 | 0 | 0 | 0 | 0  | 0  | 0  | Possível Fase Final |
| 4   | Argentina | 0   | 0 | 0 | 0 | 0 | 0  | 0  | 0  |                     |

### Grupo E
| Pos | Equipe         | Pts | J | V | E | D | GP | GC | SG | Classificado        |
| --- | -------------- | --- | - | - | - | - | -- | -- | -- | ------------------- |
| 1   | Estados Unidos | 0   | 0 | 0 | 0 | 0 | 0  | 0  | 0  | Fase final          |
| 2   | Nova Caledônia | 0   | 0 | 0 | 0 | 0 | 0  | 0  | 0  | Fase final          |
| 3   | França         | 0   | 0 | 0 | 0 | 0 | 0  | 0  | 0  | Possível Fase Final |
| 4   | África do Sul  | 0   | 0 | 0 | 0 | 0 | 0  | 0  | 0  |                     |

### Grupo F
| Pos | Equipe         | Pts | J | V | E | D | GP | GC | SG | Classificado        |
| --- | -------------- | --- | - | - | - | - | -- | -- | -- | ------------------- |
| 1   | Colômbia       | 0   | 0 | 0 | 0 | 0 | 0  | 0  | 0  | Fase final          |
| 2   | Arábia Saudita | 0   | 0 | 0 | 0 | 0 | 0  | 0  | 0  | Fase final          |
| 3   | Noruega        | 0   | 0 | 0 | 0 | 0 | 0  | 0  | 0  | Possível Fase Final |
| 4   | Nigéria        | 0   | 0 | 0 | 0 | 0 | 0  | 0  | 0  |                     |

### Classificação dos terceiros colocados
Os quatro melhores terceiros colocados dos seis grupos avançam para a fase eliminatória junto com os seis vencedores dos grupos e os seis segundos colocados.
| Pos | Grp | Equipe                 | Pts | J | V | E | D | GP | GC | SG | Classificado |
| --- | --- | ---------------------- | --- | - | - | - | - | -- | -- | -- | ------------ |
| 1   | A   | Terceiro lugar Grupo A | 0   | 0 | 0 | 0 | 0 | 0  | 0  | 0  | Fase Final   |
| 2   | B   | Terceiro lugar Grupo B | 0   | 0 | 0 | 0 | 0 | 0  | 0  | 0  | Fase Final   |
| 3   | C   | Terceiro lugar Grupo C | 0   | 0 | 0 | 0 | 0 | 0  | 0  | 0  | Fase Final   |
| 4   | D   | Terceiro lugar Grupo D | 0   | 0 | 0 | 0 | 0 | 0  | 0  | 0  | Fase Final   |
| 5   | E   | Terceiro lugar Grupo E | 0   | 0 | 0 | 0 | 0 | 0  | 0  | 0  |              |
| 6   | F   | Terceiro lugar Grupo F | 0   | 0 | 0 | 0 | 0 | 0  | 0  | 0  |              |

## Marketing

### Emblema
O Emblema se inspira na geografia e na herança únicas do Chile. O design destaca elementos como a Cordilheira dos Andes, o Oceano Pacífico e as cores vibrantes da cultura chilena, refletindo o profundo amor da nação pelo futebol. Espera-se que o emblema ressoe tanto com os fãs locais quanto com a comunidade global do futebol.